# فريدريك دي. إلي
فريدريك دي. إلي هو قاضي ومحامي وسياسي أمريكي، ولد في 24 سبتمبر 1838، وتوفي في 6 أغسطس 1921. نشط حزبياً في الحزب الجمهوري. وقد انتخب عضو مجلس نواب ماساتشوستس ‏ وانتخب عضو مجلس النواب الأمريكي ‏.